# Ken Jeong
Pour les articles homonymes, voir Jeong.
Kendrick Jeong, dit Ken Jeong, est un acteur, humoriste et médecin américano-coréen, né le 13 juillet 1969 à Détroit (Michigan).
Il est principalement connu pour avoir incarné le truand Leslie Chow dans la trilogie comique Very Bad Trip (2009-2013) de Todd Phillips. À la télévision, il est également connu pour son rôle de « Señor » Ben Chang, professeur d'espagnol dans la série Community (2009-2015), diffusée sur NBC.

## Biographie

### Jeunesse et éducation
Kendrick Kang-Joh Jeong est né à Détroit, où son père reçoit son doctorat en économie de l'université de Wayne State. Il est issu d'une famille d'immigrés sud-coréens. Son père, DSK Jeong, est professeur d'économie durant 35 ans à l'université agricole et technique d'État de Caroline du Nord (North Carolina A&T State University) à Greensboro, dans le nord de la Caroline du Nord. Ken Jeong vit à Greensboro et est scolarisé à la Walter Hines Page High School, où ses capacités intellectuelles lui permettent d'intégrer la High IQ team (équipe regroupant les QI les plus élevés de l'école). Il joue également du violon dans l'orchestre scolaire et est élu au conseil des étudiants. Il est diplômé à 16 ans et sa réussite scolaire lui permet de remporter le prix du Jeune de l'année de Greensboro (Greensboro Youth of the Year).
Il poursuit ses études de premier cycle à l'université Duke en 1990 et obtient son diplôme de médecine à l'université de Caroline du Nord à Chapel Hill en 1995. Il achève par la suite sa formation en médecine par un internat au sein de l'Ochsner Medical Center, à la Nouvelle-Orléans, tout en se mettant en parallèle au stand-up.

### Débuts dans l'humour
Ses talents sont repérés lorsqu'il remporte le Big Easy-Off Laff en 1995, concours où le président de la NBC Brandon Tartikoff et Budd Friedman (en), fondateur de The Improv, sont juges. Tous deux demandent alors à Jeong de s'installer à Los Angeles, ce qu'il fait. Dès lors, il commence à se produire régulièrement dans des comedy clubs dont The Improv et Laugh Factory.

### Rôles à la télévision, puis au cinéma
Les expériences de Ken Jeong dans le théâtre et l'improvisation le conduisent à de nombreuses apparitions à la télévision, entre autres dans la série The Office (NBC), Pour le meilleur et le pire (Fox), Entourage et Larry et son nombril (HBO).

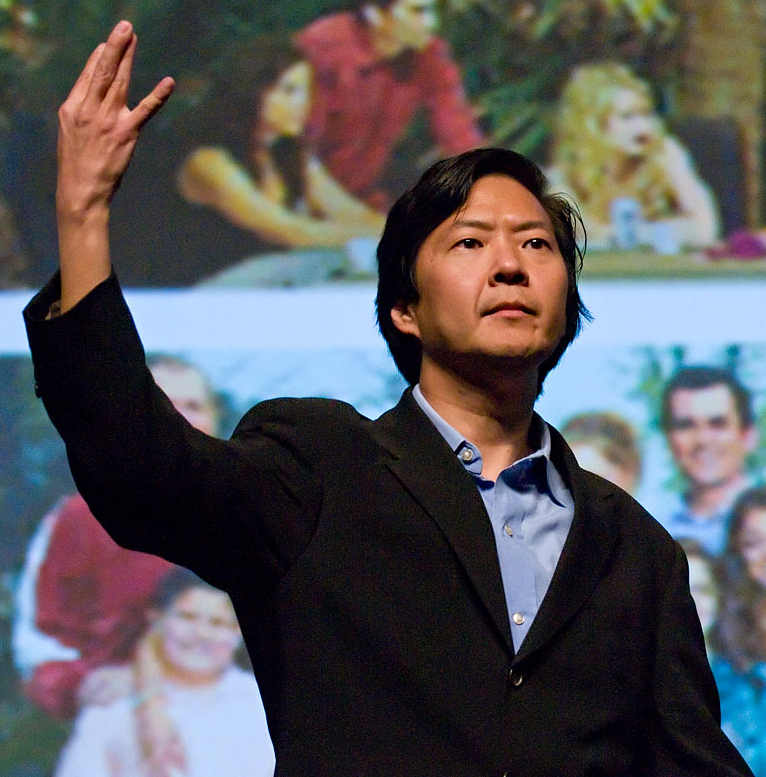
Ken Jeong, au PaleyFest de 2010, à Beverly Hills.

Ses débuts au cinéma se font en 2007 lorsqu'il il incarne un rôle important — celui du Dr Kuni — dans En cloque, mode d'emploi. Par la suite, il apparaît dans des films comme Délire Express, Les grands frères, All About Steve, Very Bad Trip (et ses suites Very Bad Trip 2 et Very Bad Trip 3) et Thérapie de couples. Il termine les tournages de La forêt contre-attaque (2010) et The Zookeeper (2011).

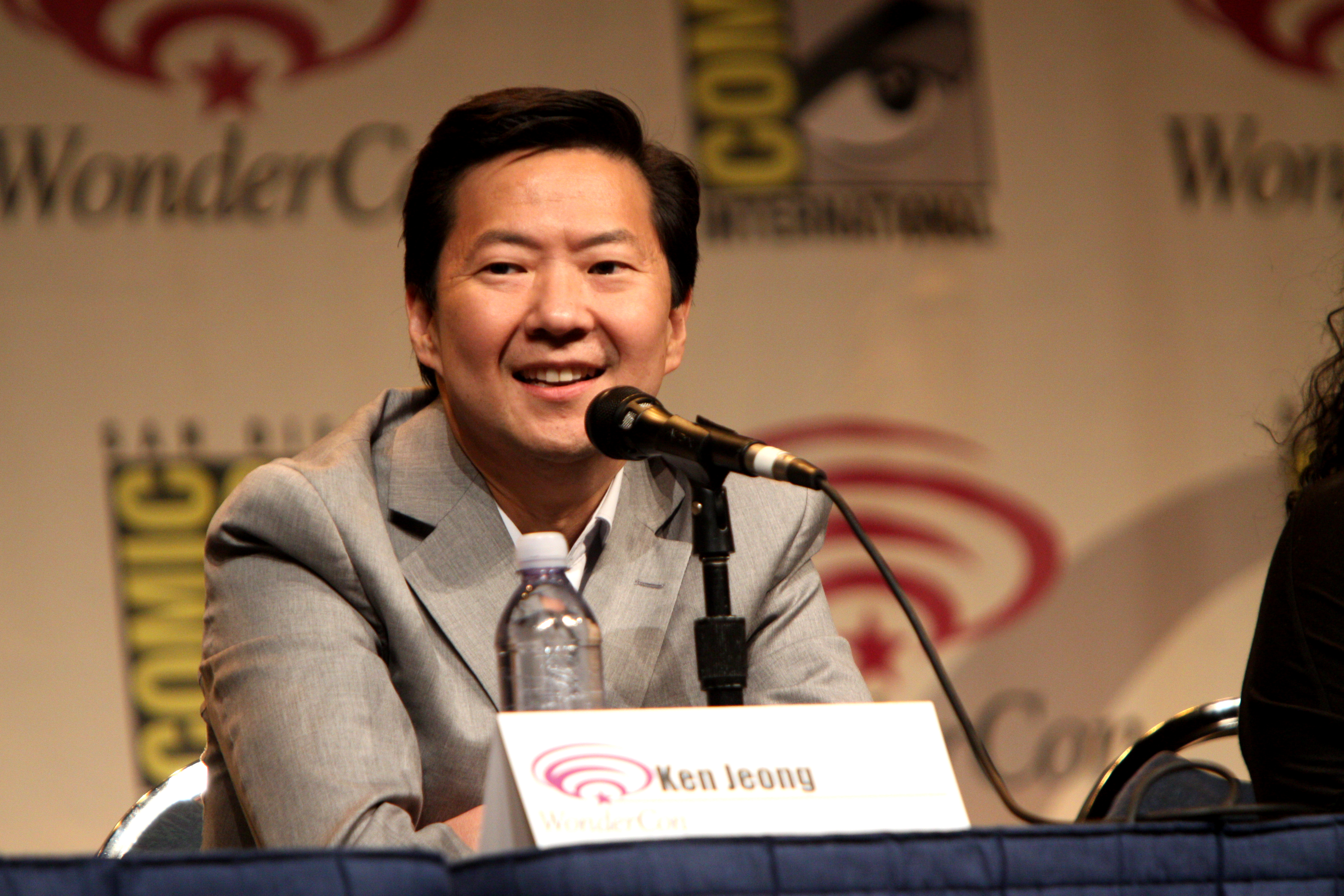
Ken Jeong au WonderCon de 2012, à Anaheim.

Il incarne également Señor Chang dans Community entre 2009 et 2015, sitcom diffusée par la chaîne américaine NBC puis la plateforme Yahoo Screens. Le 22 mars 2010, Michael Bay annonce sur son site l'entrée de Ken Jeong dans le casting de Transformers 3.
En 2018, il participe au clip Waste it on me de Steve Aoki et du groupe BTS.
En 2018, il joue dans la comédie romantique La Liste de nos rêves de Peter Hutchings avec Asa Butterfield, Maisie Williams et Nina Dobrev.
En janvier 2019 il fait partie du jury de la première saison de The Masked Singer, animé par Nick Cannon et avec comme autres juges Jenny McCarthy, Nicole Scherzinger et Robin Thicke. En février 2019, il sort son premier one-man show inspiré de sa vie intitulé You Complete Me, Ho (« Tu me complètes, Ho »), diffusé sur Netflix. « Ho » est un jeu de mots sur le terme péjoratif anglais « hoe », puisqu'il s'agit du nom de sa femme. En juin 2021, il rejoint le nouveau projet comique de Mike Myers prévu pour l'année suivante sur Netflix, The Pentaverate.

## Filmographie

### Cinéma
- 2007 : En cloque, mode d'emploi : Dr Kuni
- 2008 : Frangins malgré eux : Agent de l'emploi
- 2008 : Délire Express : Ken
- 2008 : Les Grands Frères : King Argotron
- 2009 : Very Bad Trip : Leslie Chow
- 2009 : The Goods: Live Hard, Sell Hard : Teddy Dang
- 2009 : All About Steve : Angus
- 2009 : Thérapie de couples :  Thérapeute no 2
- 2010 : How to Make Love to a Woman : Curtis Lee
- 2010 : La forêt contre-attaque : Neal Lyman
- 2010 : Moi, moche et méchant : Présentateur du talk-show
- 2010 : Mords-moi sans hésitation : Daro
- 2011 : Big Mamma : De père en fils : Mailman
- 2011 : Zookeeper : Venom
- 2011 : Very Bad Trip 2 :  Leslie Chow
- 2011 : Transformers 3 : La Face cachée de la Lune : Jerry Wang
- 2011 : Les Muppets, le retour : Hôte de « Punch Teacher »
- 2013 : No Pain No Gain : Jonny Wu
- 2013 : Very Bad Trip 3 : Leslie Chow
- 2013 : Rapture-Palooza : God
- 2013 : Moi, moche et méchant 2 : Floyd Eagle-san
- 2013 : Turbo : Kim-Ly
- 2015 : Norm : M. Greene
- 2015 : DUFF : Le faire-valoir : M. Arthur
- 2016 : Mise à l'épreuve 2 : A.J Jenkins
- 2017 : Killing Hasselhoff : Chris
- 2018 : Crazy Rich Asians : Goh Wye Mun
- 2018 : Chair de poule 2 : Les Fantômes d'Halloween : M. Chu
- 2018 : La Liste de nos rêves : Officier Al
- 2019 : Le Parc des merveilles : Cooper
- 2019 : Avengers: Endgame : un agent de sécurité
- 2019 : Mon espion (My Spy) : David Kim
- 2020 : Scooby ! (Scoob!) deTony Cervone (voix)
- 2020 : Occupation: Rainfall de Luc Sparke: Bud Miller
- 2021 : Boss Level de Joe Carnahan : Jake
- 2021 : Tom et Jerry de Tim Story : Chef Cuisinier Jackie
- 2023 : Fool's Paradise de Charlie Day : Lenny
- 2024 : Mon espion 2 : Mission Italie (My Spy: The Eternal City) de Peter Segal : David Kim
- 2024 : The 4:30 Movie de Kevin Smith : Manager Mike
- 2025 : KPop Demon Hunters de Maggie Kang et Chris Appelhans : Bobby (voix originale)
- prochainement : The Man with the Bag d'Adam Shankman

### Télévision
- 1997 : Flic de mon cœur : Dr Tang
- 2001 : The Downer Channel : Propriétaire du magasin
- 2002 : Girls Behaving Badly
- 2003 : Cedric the Entertainer Presents : Asian Thunder
- 2003–2005 : MADtv
- 2004 : Significant Others (en) : Gynécologiste
- 2004 : Preuve à l'appui : Steve Choi
- 2004 : Parents à tout prix : Propriétaire
- 2005 : Mon oncle Charlie : Infirmier
- 2005 : The Office : Bill
- 2006 : Three Strikes : Interprète de Roido
- 2006 : Entourage : Coffee Shop Manager
- 2007 : The Shield : Skip Osaka
- 2007 : Larry et son nombril : Man in Jersey No.1
- 2007 : Boston Justice : Coroner Myron Okubo
- 2008 : Pour le meilleur et le pire : Dr Park
- 2008 : Worst Week : Pour le meilleur... et pour le pire ! : Phil
- 2009-2011 : American Dad! : Dr Perlmutter / Butch Johnson
- 2009 : Party Down : Alan Duk
- 2009 : Men of a Certain Age : Kuo
- 2009–2015 : Community : Señor Ben Chang
- 2012 : Mary Shelley's Frankenhole : Hyralius
- 2012–2013 : Bob's Burgers : Dr Yap
- 2013 : Kung Fu Panda : L'Incroyable Légende : Woo
- 2013 : Sullivan and Son : Jason
- 2013 : Kelly Clarkson's Cautionary Christmas Music Tale : Manager de Kelly
- 2013 : Maron : Lui-même
- 2014 : Hot in Cleveland : Docteur
- 2015 : Glee : Père de Brittany
- 2016 : Dr. Ken : Dr. Kendrick "Ken" Park
- 2018 : Magnum : Luther
- Depuis 2019 : The Masked Singer (États-Unis) : Juge
- Depuis 2020 : The Masked Singer (Royaume-Uni) : Juge
- 2021 : Staged, saison 2 : Lui-même
- 2022 : Murderville, saison 1 épisode 6 : Lui-même
- 2022 : The Pentaverate, saison 1 : Skip Cho

### Internet
- 2012 : Burning Love : Ballerina

## Distinctions

### Nominations
- 2010 : Gold Derby Award de la meilleure distribution de l'année dans une série télévisée comique pour Community (2009-2015), partagé avec Alison Brie, Yvette Nicole Brown, Chevy Chase, Donald Glover, Gillian Jacobs, Joel McHale, Danny Pudi et Jim Rash.

### Récompenses
- 2012 : Gold Derby Award de la meilleure distribution de l'année dans une série télévisée comique pour Community (2009-2015), partagé avec Joel McHale (acteur), Gillian Jacobs (actrice), Danny Pudi (acteur), Yvette Nicole Brown (actrice), Jim Rash (acteur), Alison Brie (actrice), Donald Glover (acteur) et Chevy Chase (acteur).

## Voix francophones
En France, Thierry Kazazian et Stéphane Miquel sont les voix régulières de Ken Jeong, en alternance.